# Ото II (Хесен)
Вижте пояснителната страница за други личности с името Ото II.
Ото II (на немски: Oto II, Otto „der Schütz“, * пр. 1322, † декември 1366 в дворец Шпангенберг) от Дом Хесен е съ-регент на ландграфство Хесен от 1339/1340 г. и императорски щатхалтер в Мюлхаузен в Тюрингия.
Той е еднственият син и наследник на ландграф Хайнрих II „Железния“ (1302–1376) и съпругата му Елизабет от Тюрингия (1306–1368), дъщеря на маркграф Фридрих I от Майсен.
Ото II се жени през 1338 г. за Елизабет († 1382), дъщеря на граф Дитрих VII от Клеве. Бракът е бездетен.
Легендата за Ото II е обработена в стихотворения, роман и opera.
От 1339/1340 г. той е сърегент на баща си и императорски щатхалтер в Мюлхаузен.
Ото участва през 1356 и 1361 г. в две победоносни битки на баща му против княжеския абат на манастира Фулда Хайнрих VII фон Кранлукен. През 1361 г. заедно с маркграф Фридрих III от Майсен той завладява и ограбва град Хюнфелд.
Ото II се нанася в своята резиденция в Шпангенберг, където умира през 1366 г. Той е погребан в кармелитската църква в Шпангенберг. Предполага се, че е отровен от абата на Фулда.
Баща му назначава през 1367 г. племенника си Херман „Учения“ (1341-1413) за съ-регент и наследник.